# Посольство Украины в Республике Корея
Посольство Украины в Республике Корея (укр. Посольство України в Республіці Корея) — дипломатическая миссия Украины в Республике Корея, находится в Сеуле.

## Задание посольства
Основная задача Посольства Украины в Сеуле представлять интересы Украины, способствовать развитию политических, экономических, культурных, научных и других связей, а также защищать права и интересы граждан и юридических лиц Украины, находящихся на территории Республики Корея.
Посольство способствует развитию межгосударственных отношений между Украиной и Республика Корея на всех уровнях, с целью обеспечения гармоничного развития взаимных отношений, а также сотрудничества по вопросам, представляющим взаимный интерес. Посольство выполняет также консульские функции.

## История дипломатических отношений
После провозглашения независимости Украиной 24 августа 1991 года Республика Корея признала Украину 30 декабря 1991 года. 10 февраля 1992 года между Украиной и Южной Кореей были установлены дипломатические отношения. С ноября 1992 года в Киеве действует Посольство Республики Корея. С октября 1997 года в Сеуле начало работу Посольство Украины в Южной Корее.
В 2012 году посольство отметило 20-ю годовщину своего открытия и координировало некоторые межкультурные мероприятия, включая празднование независимости Украины 24 августа.

## Руководители дипломатической миссии
- Резник Михаил Борисович (3 сентября 1997 — 24 октября 2001)[3][4]
- Фуркало Владимир Васильевич (12 ноября 2001 — 7 марта 2005)[5][6]
- Мушка Юрий Юрьевич (10 мая 2006 — 18 сентября 2008)[7][8]
- Белашов Владимир Евгеньевич (18 сентября 2008 — 30 мая 2011)[9][10]
- Мармазов Василий Евгеньевич (1 сентября 2011 — 23 января 2017)[11][12]
- Горин Александр Олегович (6 июня 2017 — 10 сентября 2020)[13][14]
- Пономаренко Дмитрий Георгиевич (15 ноября 2021 — 21 июля 2025)[15][16]